# 无线电探空仪

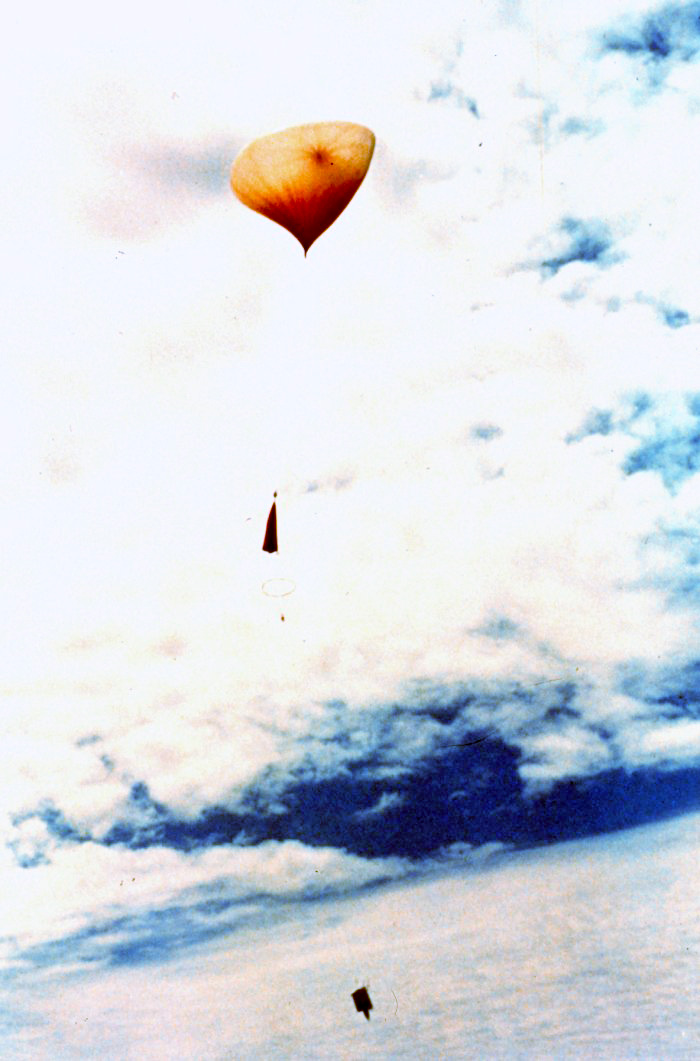
風向球，留意底部的儀器

无线电探空仪（Radiosonde）通常由充滿氦氣或氫氣的气球（風向球）搭载升空，在中低层大气测量大气主要数据，并通过无线电将数据传回地面气象站点的仪器。

## 概述

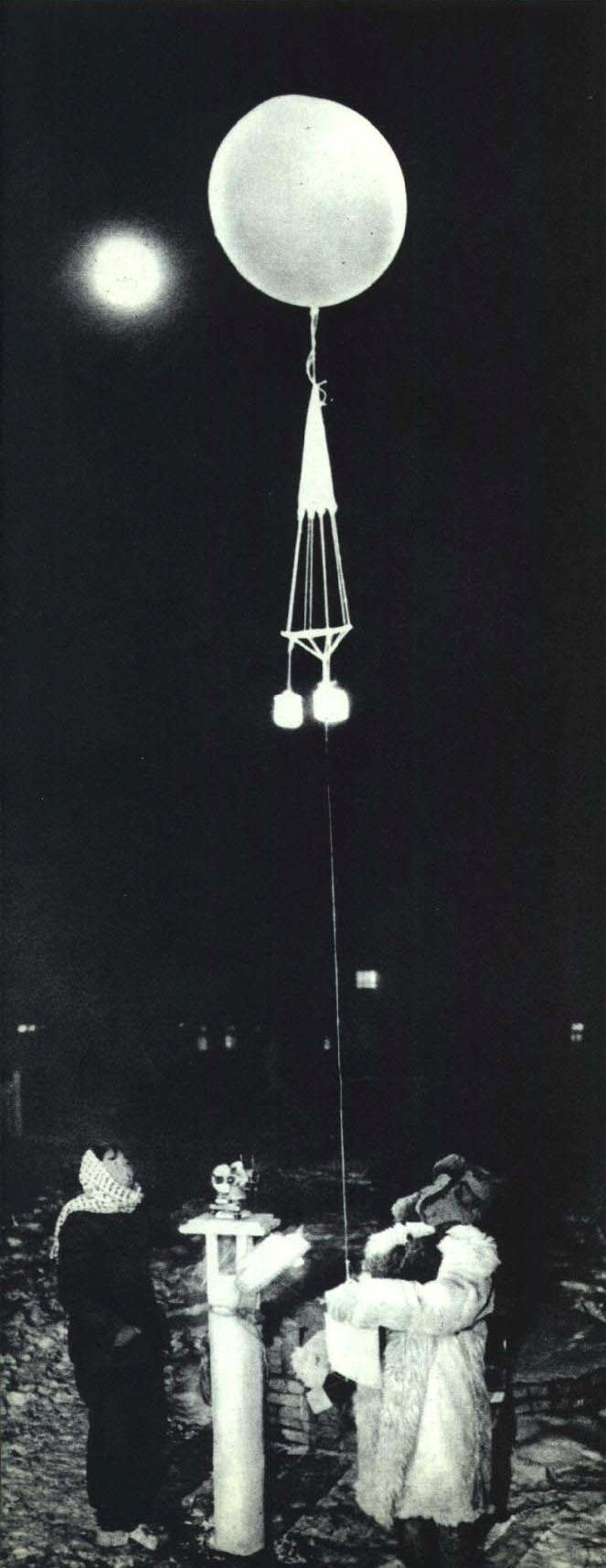
1963年内蒙古无线电探空仪

无线电探空仪搭载在气象气球上。它测量多个大气参数并将这些数据用无线电传回地面接受站。无线电频率403MHz专门留给无线电探空仪使用。无线电探空仪由氦气球或氢气球搭载进入大气层。气球的大小重量和材料决定了气球所能到达的高度最大值。气球的型号从150克到3000克都有。800克的气球在30千米的高度会由于在此高度外部大气气压过低而爆裂。
无线电探空仪通常由气球搭载升空。它也可以由火箭搭载升空，这样的无线电探空仪被称为“火箭无线电探空仪”（rocketsonde）。由飞行器直接在大气层中投放，使用降落伞搭载的无线电探空仪称为“下投式无线电探空仪”（dropsonde） 。
当代的无线电探空仪经由无线电与地面的计算机通讯。计算机实时存储这些传回的数据。最初无线电探空测风仪由地面通过经纬仪观测，通过测量大气中仪器的位置变化来估算风速。而当代无线电探空仪可选用多种装置测定风速和风向，诸如Loran（远距离无线电导航系统）、无线电定向仪、GPS等。当代无线电探空仪测量的重要数据包括：大气压力、高度、经纬度、温度、相对湿度和风速风向等。
一些无线电探空仪同时测量大气臭氧浓度。通过对数据的分析可以绘制图表。科学家可以用图表解释说明大气现象例如大气逆温现象。
典型的无线电探空仪重250克。主要生产商是芬兰的Vaisala（维萨拉）。
1985年，苏联的金星探测器“Vega 1”和“Vega 2”分别向金星大气层投放了一个无线电探空仪。对这两个探空仪发出的信号可以追踪两天。（两天之后仪器可能在金星大气中损毁了。）

## 发明与早期发展
长期以来，人们为了探测大气的变化规律，一直进行着不懈的努力，在大气科学萌芽时期，人们主要依靠眼睛观察天气现象的变化，凭感官感知冷暖干湿的差异。随着科学技术的发展，人们相继发明了温度计、气压计、湿度计、风速计等。
最初的近代高空气象探测主要是利用载人吊篮和系留气球携带自记仪器的方法。与此同时，还设计出种种方法来保证仪器和资料的回收，如降落伞法（气球上升一定高度破裂后开伞）和双球法（一球破裂后，另一球不足以支持仪器的重量而下降）都有一定的效果。在人烟稠密的地区，回收率较高，但在人烟稀少的地区，回收就成为极其困难的问题。再就是这些办法都不适宜作业务观测，因为时间上来不及，于是人们设法让气球携带发报机，把观测到的气象记录化为电波讯号，即时发送到地面上来。这种试验最早开始在1918年，但并没有成功。
1923年, 美国陆军气象学家布赖尔继续试验时，地面得到了历时20分钟的讯号，这是无线电探空第一次获得成功。
1927年, 德国气象学家爱德拉格和布利欧首次把波长42米的电子管发报机系在上升气球下面进行试验，收到了发报机发自平流层的讯号。
最早可以用作业务的苏式无线电探空仪是前苏联帕维尔·莫尔恰诺夫教授研制的。1932年芬兰人维萨拉也发明了著名的芬式无线电探空仪。这类探空仪不受恶劣天气的影响，绝大多数情况下都能释放；它可以获得不同高度的气象资料，而不需要进行回收。因此，这类探空仪是现今探测30—40公里以下高度高空气象条件的主要仪器，全世界都在使用。
无线电探空仪的出现和广泛使用，使人们能够积累大量的高空气象资料，加深了对高空大气状况的了解。在此基础上，瑞典籍美国科学家卡尔-古斯塔夫·罗斯贝提出了大气长波理论，这不仅是三维空间分析和预报大型天气演变过程方面的创举，而且也为五十年代业务数值天气预报的问世开辟了道路。

## 结构与特点

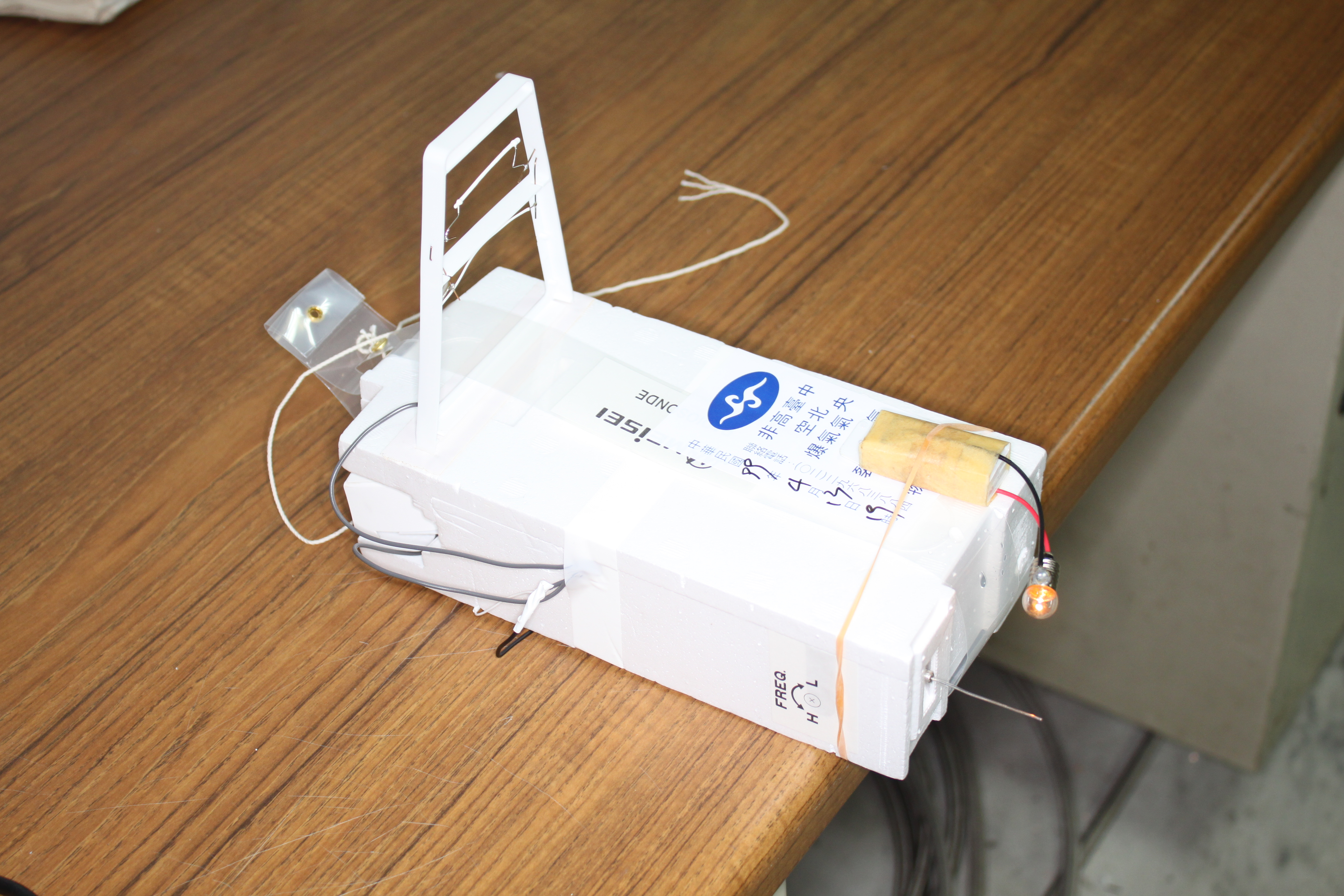
夜間施放的無線電探空儀，有加小燈泡以方便追蹤。

小小的无线电探空仪，就象一台飞行的发报机，随时将探测到的所在高度的气象资料传送到地面。“麻雀虽小，五脏俱全”，重量不到1公斤的探空仪，主要由感应元件、转换装置、发射机和电源四部分组成。感应元件用来感应大气温度、压强、湿度要素的大小与变化；然后通过转换装置转换成相应于探测量的无线电讯号；而发射机产生的约数十或数百兆赫的高频无线电振荡（载波），则能装载着探测讯号向地面发送；电源提供了整个探空仪的能量来源，它占据了相当大的重量。
感应元件（或称传感器）是探空仪的关键组成部分，与地面观测仪器的感应器相比，它必须具有轻便、灵敏、响应快等性质。
因为探空仪随气球以300～400米/分的速度向上运动，不可能在某一高度停留下来，所以探空仪的传感器必须惰性小，这样才能迅速响应外界环境的变化，比较正确的反映各个高度上的气象要素值。
由于探空仪是一次性使用，所以传感器比较简单。它测量的都是相对量，在正式释放前，要进行一次“基值测定”，将传感器的相对值与它所处环境的绝对值联系起来，以便事后易与探测记录进行处理和换算。
以上两个因素都影响观测精度，使得高空观测的精度不如地面观测。另外气球上升时间和运动轨迹对观测精度也有影响。我们需要知道的是某点上空在一瞬间的气象要素的垂直分布情况（术语叫廓线），而气球探测的是不同时间（气球整个上升过程约一个小时）、不同地点（水平飘移约数十公里）的气象要素，这也将造成测量误差。
探空仪上常用的温度传感器是扭成环状或螺旋状的双金属片，另一种用得较多的是珠状或棒状热敏电阻温度传感器。
探空仪上测压主要用空盒传感器，为了增加探测的灵敏度，常常将多个空盒串联在一起使用。
测量高空湿度是一个较为困难的问题，过去多采用毛发或肠衣，也有用电阻式、电容式测湿元件。
通常探空仪测风与测风气球测风是一样的。但在夜间、阴天或气球入云的情况下就得求助于无线电方法，通常用测风雷达。